# Pearson & Sopwith
Pearson & Sopwith en XL zijn historisch merken van motorfietsen van dezelfde producent.
De bedrijfsnaam was: Pearson & Sopwith Norfolk Engineering Works, Worthing (Sussex), later Pearson & Sopwith Ltd., London.
Rond 1919 nam Sopwith een deel van de productie van ABC in Walton-on-Thames over. Sopwith was een luchtvaartpionier die ook motorfietsen met een 318cc-Dalm-tweetakt, een 293cc-JAP-zijklepper of een 499cc-Blackburne-zijklepper bouwde. De machines werden echter bij Monarch in Birmingham gebouwd. Latere modellen van Pearson & Sopwith heetten kortweg P&S, maar van 1921 tot aan het einde van de productie in 1923 werd de merknaam veranderd in "XL".